# 戦闘帽
戦闘帽（せんとうぼう）とは、軍隊の軍服における制帽の一種として採用されることの多い略帽の一形式であり、作業帽の一種でもある。略字を用いて戦斗帽と記述する場合もある。
日本においては近代史上の経緯から、烏帽子にも似た形状を呈する旧日本軍様式の略帽のことをこの呼称で呼ぶ場合が多く、本項では主にこの日本の戦闘帽について記述している。

## 概要

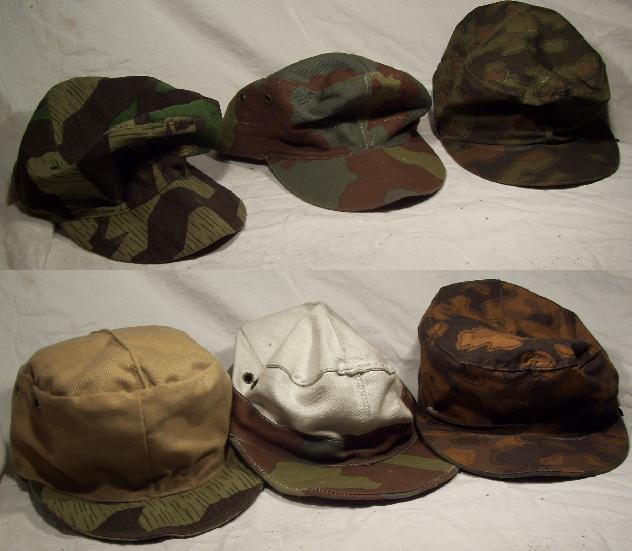
ナチス・ドイツ時代のドイツ軍で用いられたM43野戦帽。迷彩柄は左からドイツ陸軍、イタリア軍（同国降伏の後で接収された布地を使用）、武装親衛隊のもの。下段はそれぞれを裏返した様子。

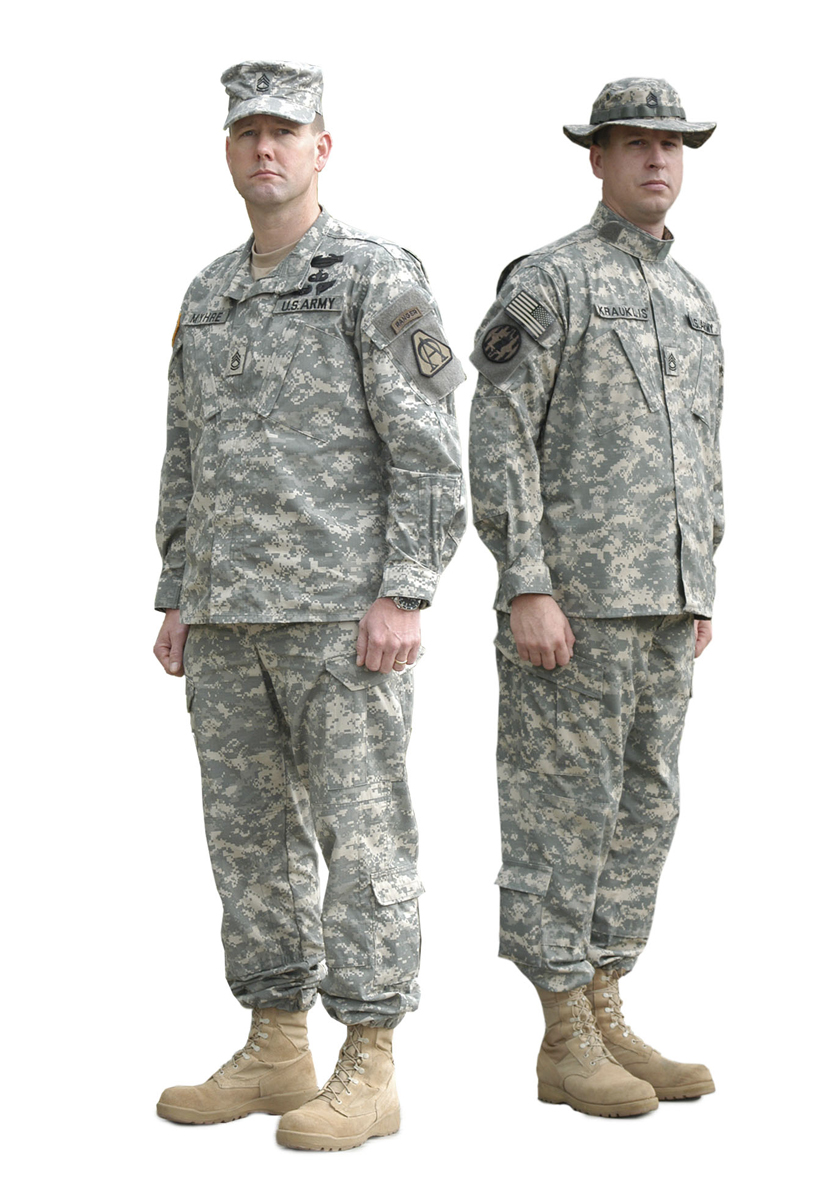
アメリカ軍の戦闘帽であるパトロールキャップ（左）及びブーニーハット（右）

軍服における本来の制帽が官帽やケピ帽、シャコー帽等の、装飾的要素の強い複雑な造形の大型の帽子である場合が多いのに対して、戦闘帽は装飾性を出来るだけ排し、野外作業や戦闘行動などを意識した必要最低限の機能性のみを持たせた小型の帽子である場合が多い。制式採用されている帽子である故に、各種の儀礼・行事の際にも着用することが許されている場合も多く、このような意味における略帽は、ギャリソンキャップやベレー帽などをはじめ、世界中の軍隊の軍服で普遍的に見られるものである。

## 日本における戦闘帽

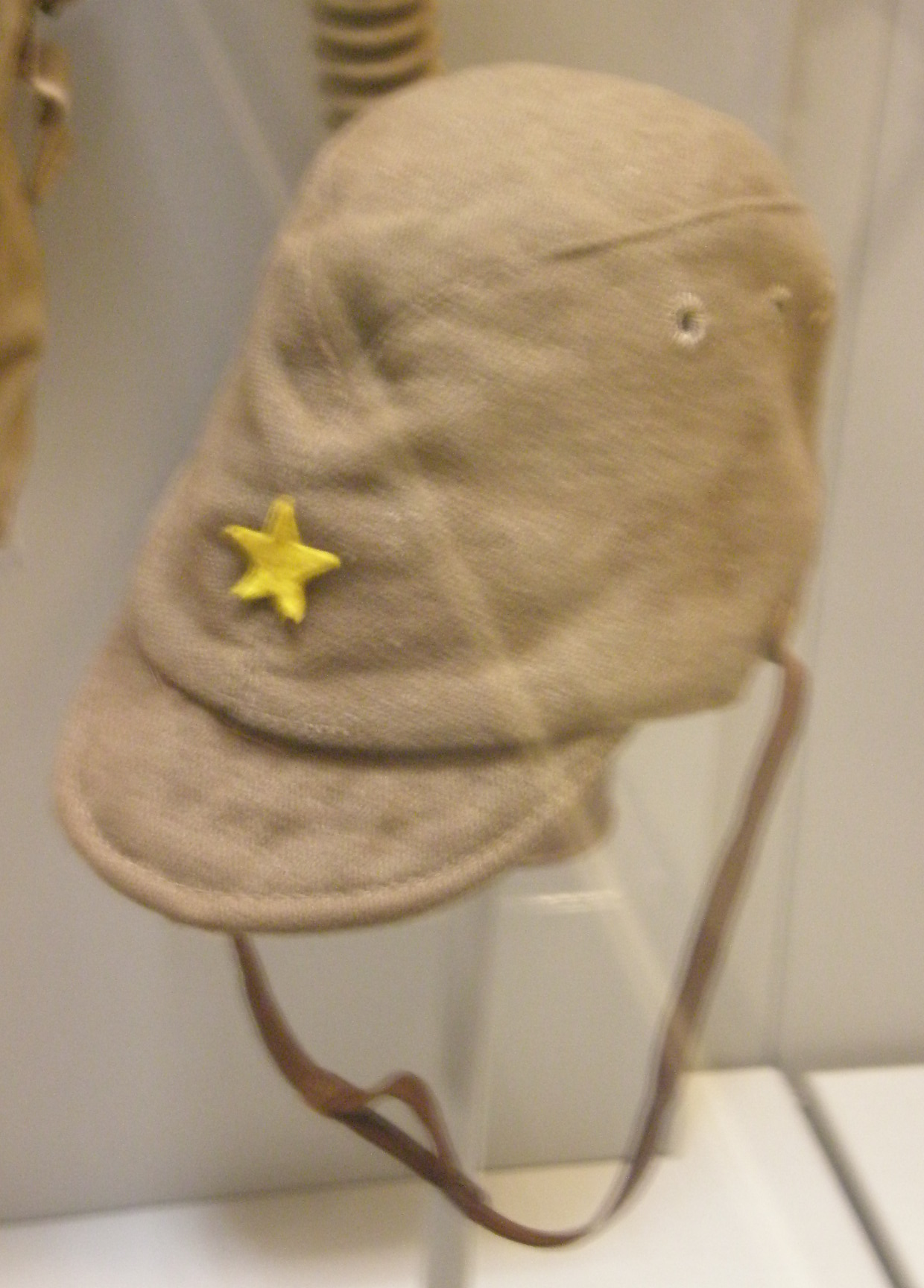
大日本帝國陸軍の兵・下士官用戦闘帽。香港海防博物館所蔵品で、顎紐が垂れ下がるなど状態は良好ではない。

「戦闘帽」という言葉は、戦闘用の帽子という意味以外にも、支那事変から太平洋戦争(大東亜戦争)に掛けて大日本帝国陸軍及び大日本帝国海軍の略帽として制式採用された様式の帽子を指す用語として用いられることがある。

### 形状
旧日本軍の戦闘帽は、上部に向けて細くなる台形に裁断した布を2枚合わせて胴を作り、天井に紡錘形の布が張られる独特の形状である。正面にはごく短い目庇が付与され、顎紐が取り付けられる。胴側の布地には通気の為の小穴が複数個配置される場合が多く、頭囲の調整は胴の布地の後頭部側合わせ面に設けられた調整紐で僅かではあるが行える。
帽子自体の製造工程としてはパトロールキャップに類似しているが、パトロールキャップが円筒形で頭頂部周辺にもややスペースが確保されるのに対して、戦闘帽は着用者の頭にほぼ密着し、帽体正面にY字型の継ぎ目を持つ独特の形状を呈する。このため丸刈りや短髪以外のヘアスタイルの場合には、着用に難を生じる場合もある。

### 機能性
戦闘帽は旧日本軍の略式戦帽として登場した当初から、戦闘用ヘルメット(九〇式鉄兜/九八式鉄帽)の下に着用する中帽として利用される前提でデザインされていた。この原則に則った製法をされている戦闘帽は、伏せ撃ちの際の照準の邪魔にならないような極めて短い目庇を持ち、戦闘・作業中や荒天下でもズレや脱帽が生じないように丈夫な顎紐が設けられている。
また台湾以南地域では、酷暑下での熱中症などの防止の為に帽垂布(ぼうたれぬの)と呼ばれる布地が顎紐固定部から後頭部にかけて取り付けられた場合もあり、結果としてこのような機能性を持つ戦闘帽は、それ自体が旧日本軍を意識させうる極めて特徴的な外見を有することとなった。
近年市販されているものの中には、必ずしもこの原則に則らないデザインのものも見られ、見栄えを重視した長い目庇や実際の使用を余り意図していない布製の装飾的な顎紐が装着されている場合もある。採用団体の意向により帽体正面に徽章が取り付けられる場合も多く、階級を判別する為のストライプが帽体の円周方向に複数本設けられる場合もある。

### 戦前・戦中の使用例

#### 日本陸軍
日本陸軍においては従前より鉄帽着用時の中帽として一部で使用されていたが、昭和5年制式より略帽として正式に採用された。材質は当初はラシャ製で、通気穴は左右両側に3個。五芒星の帽章が取り付けられた。下士官兵用は星形の帽章が直接縫いつけられたが、将校用は星の下に台地布が設けられる場合もあった。顎紐は多くの場合皮革ないしゴム引き布製で、両端が帽子にボタンで固定された。南方戦線では帽垂布を装備する場合も多々見受けられた。帽垂布には固定用のコハゼが数枚縫い付けられており、これを帽子の側面にあらかじめ設けたかがり縫いループに差し込み、さらに顎紐固定ボタンとサイズ調整ひもを用いて固定された。帽垂布の代わりに私物の手ぬぐいを使う例も見られた。戦局が悪化するにつれ、布地の材質はラシャから混紡、最終的には木綿製にまで簡素化された。

#### 日本海軍
日本海軍においては昭和12年制式から、艦内帽としてほぼ同じ形状の略帽が採用された。材質は木綿製で、通気穴は陸軍と同じく左右両側に3個が標準だが、通気孔を持たないものもみられる。当初は第1種軍装(濃紺)と第2種軍装(白色)の二色が制定され、のちに第3種軍装用(緑色)も加えられた。帽章は准士官以上は錨の中央に桜を配しそれを抱き茗荷で囲う形状。下士官は錨の中央に桜のみを配し、兵は錨のみとされた。また、陸軍と異なり士官は2本、下士官は1本のストライプが帽章を横切るように円周状に配置され、階級を識別する目印となった。あご紐は多くの場合布製で、両端が帽体に直接縫い付けられた。

#### 国民服

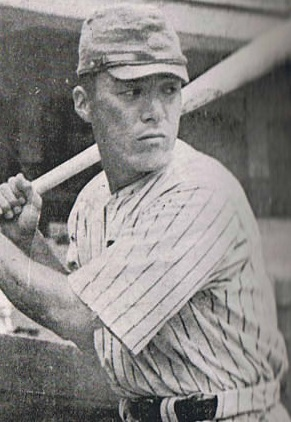
景浦將（阪神軍、）

昭和15年以降、国民服として一般の成年男子にも戦闘帽様式の帽子の着用が推奨された。国民服は生徒の通学服としても指定されたため、帽体正面に校章を取り付けて学校制帽としても使用された。戦中から戦後間もなくを舞台にした映像作品の多くで、民間人や復員兵などが着用している姿を多く目にすることができる。
また、戦時中当時のプロ野球においても、試合用ユニフォームとして従来の野球帽に代わり戦闘帽が採用されていた時期がある。

#### その他の国々
旧日本軍の占領地にて発足した現地人を中心に構成された武装組織(インドネシアのPETA 郷土防衛義勇軍など)、或いは満州国軍など一部の同盟国軍において、日本式の戦闘帽が正式装備として用いられた例があった。

#### 戦前・戦中の戦闘帽

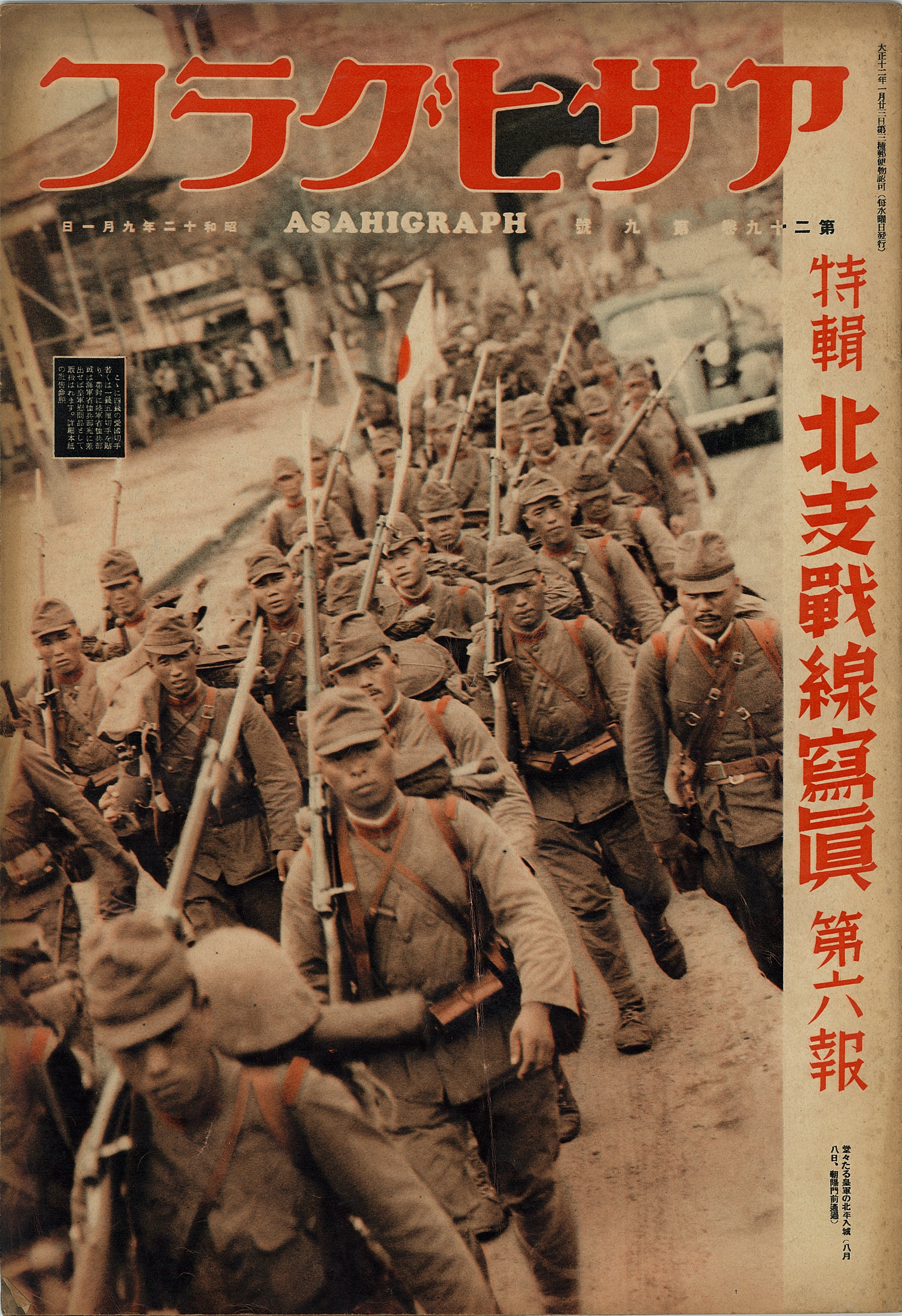
北京に入城する陸軍部隊、アサヒグラフ1937年9月号表紙。この時代には官帽型制帽は戦場からは姿を消しつつあった。
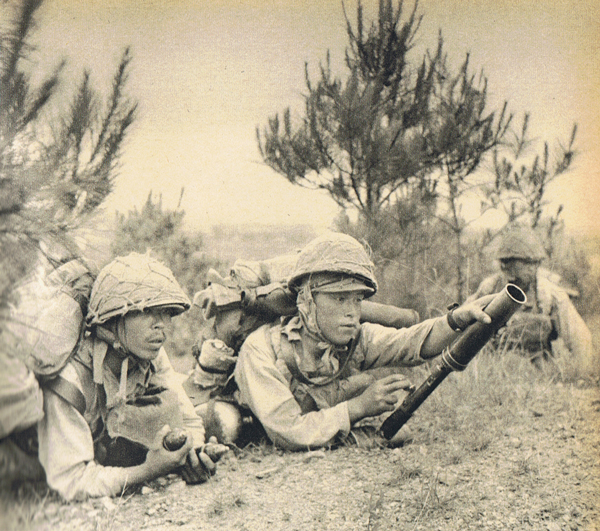
鉄帽の下に戦闘帽を被る陸軍重擲弾筒手 1942年5月
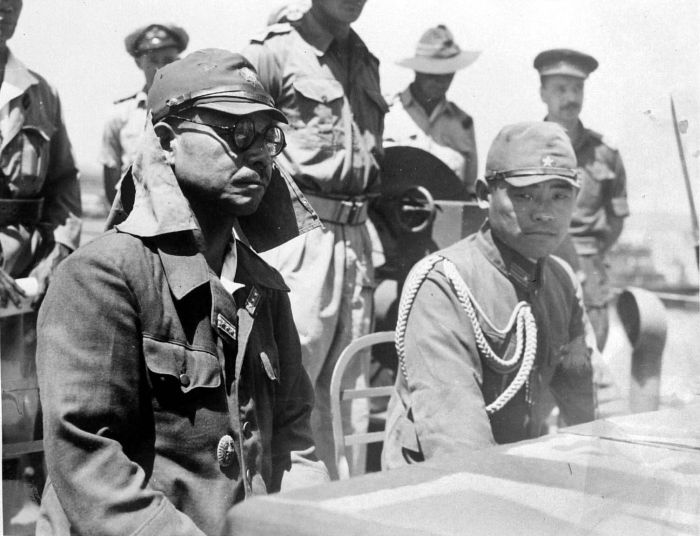
帽垂布を装着した戦闘帽を被り、ティモール島・豪海軍HMAS モレスビー艦上での降伏交渉に臨む戒田達一陸軍大佐(戦車第4連隊連隊長)。
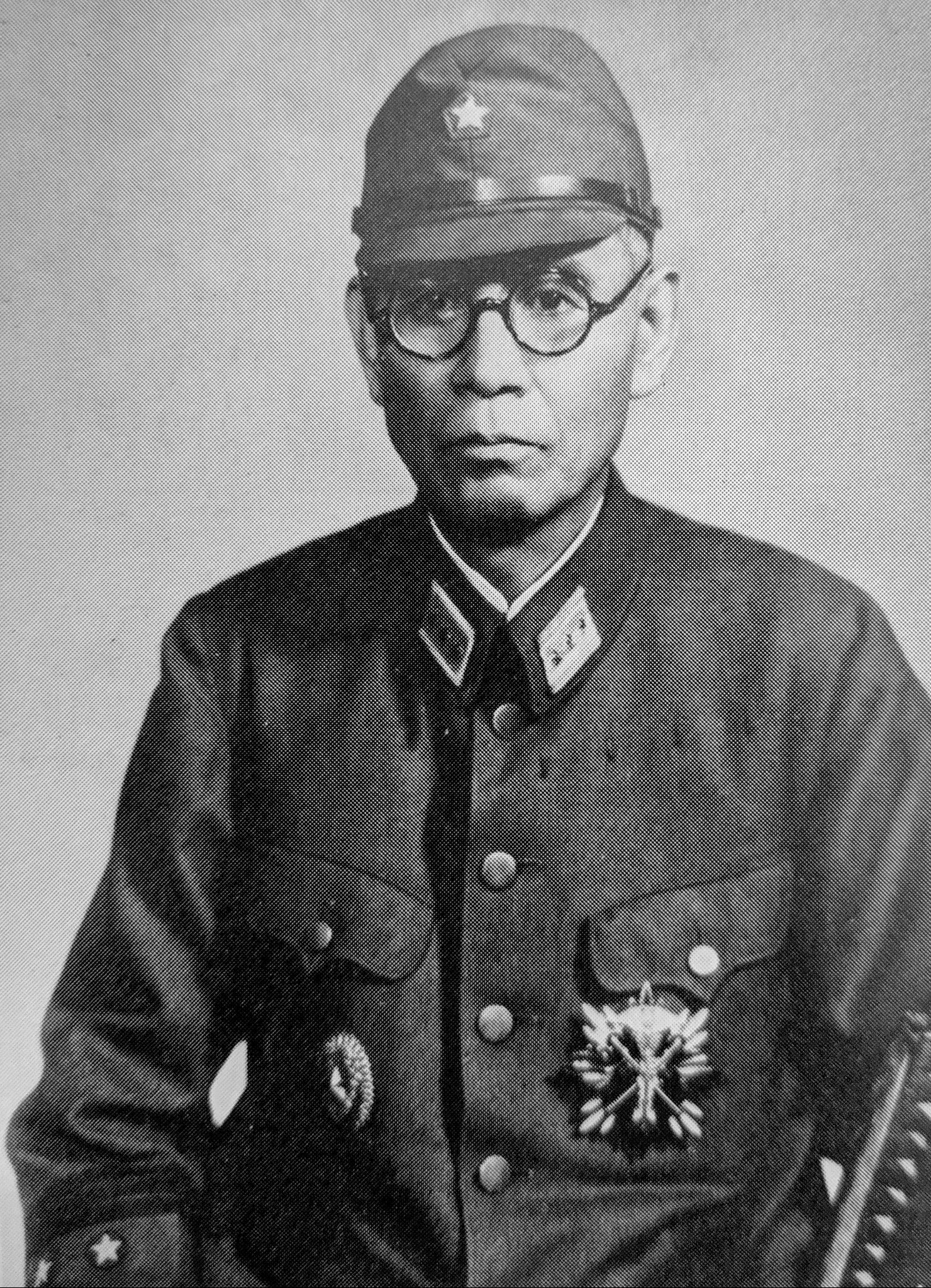
将校仕様の戦闘帽を被る岡村寧次陸軍大将
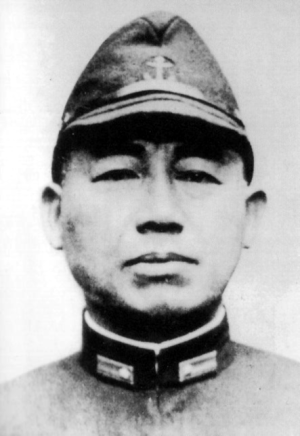
海軍第一種軍装仕様の戦闘帽を被る大西瀧治郎海軍中将
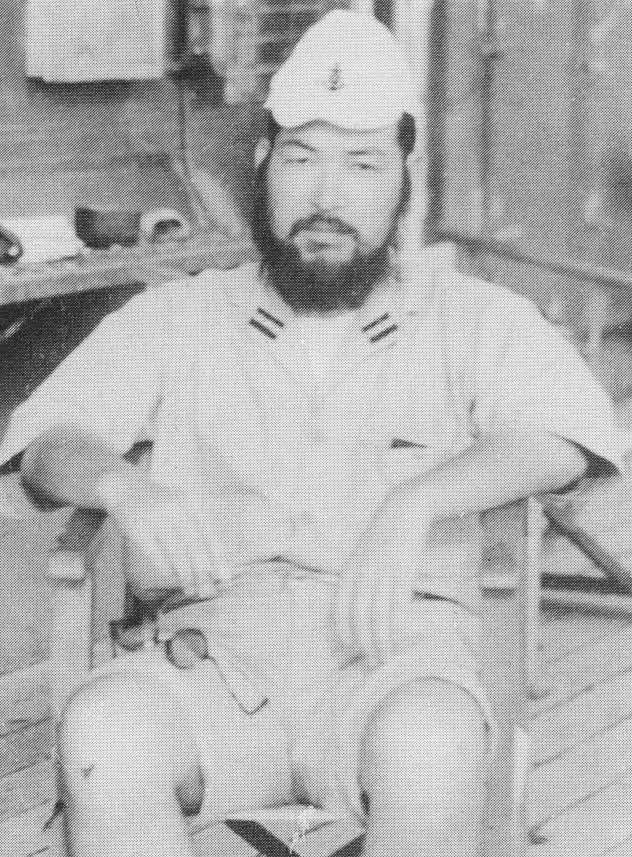
海軍第二種軍装仕様の戦闘帽を被る江間保海軍大尉（空母瑞鶴艦爆隊分隊長）
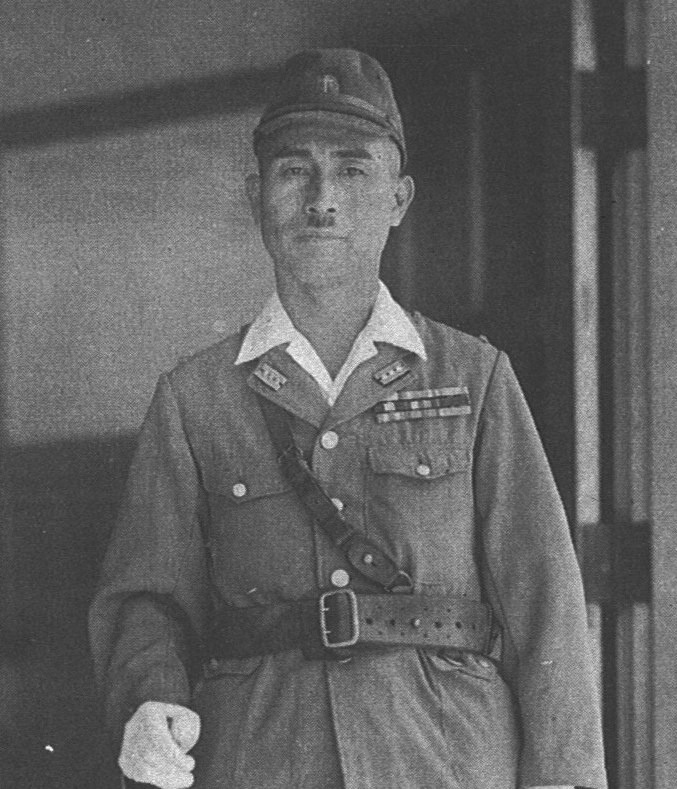
海軍第三種軍装仕様の戦闘帽を被る斎藤正久台南空司令
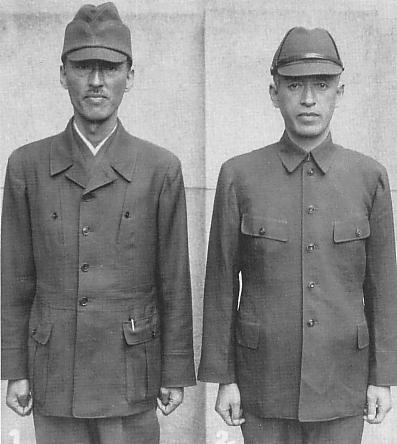
昭和15年以降着用が奨励された国民服。右側の乙号の帽子が戦闘帽形式。
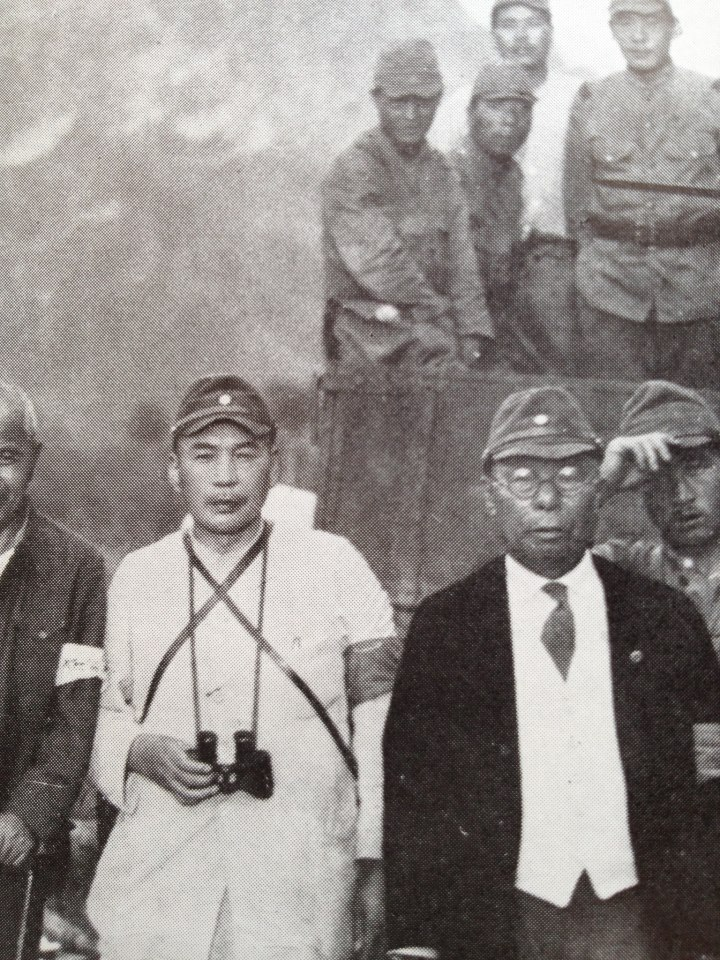
民間人の着用例（手前中央の二名）。戦闘帽型の帽子は、国民服着用時に限らず使用された。
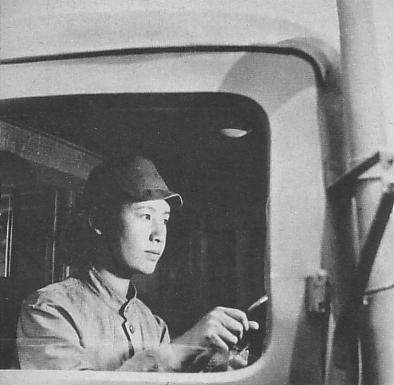
民間人の着用例。女性トラック運転手。
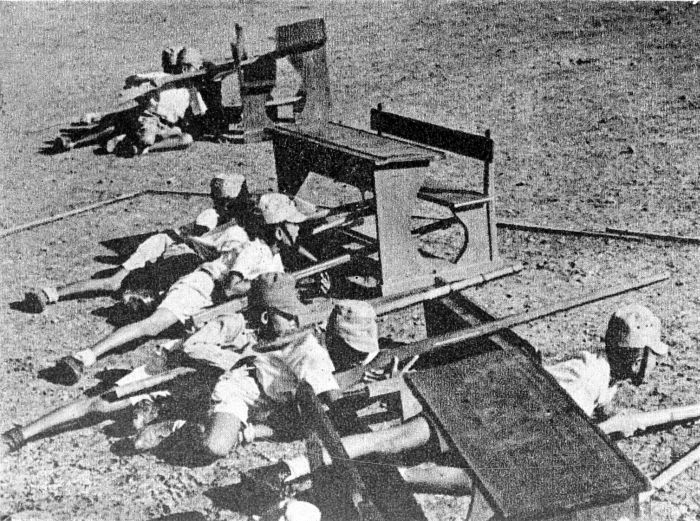
戦闘帽を被り、木銃を手に軍事教練に励むインドネシア青年道場（後のPETA）の青年達
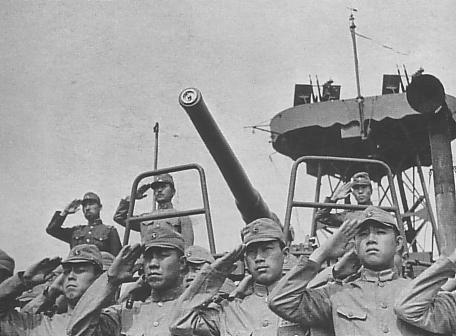
日本式の戦闘帽を採用した満州国軍

### 戦後の使用例
昭和20年の終戦以降、各種の戦闘帽、特に陸軍様の国防色のものは戦後数年以内に急速に市井からは姿を消していった。その形状その物が旧日本軍を想起させる面もあるためか、各国の軍帽がファッションとして着用されるようになった今日においても、ファッション的な側面から日本の旧軍型の戦闘帽を着用する若者はほとんど見受けられない。しかし、官公庁の防災服などの装備品として、戦闘帽型の略帽は今日も一部の用途では用いられ続けている。

#### 自衛隊
陸上自衛隊では警察予備隊・保安隊時代のごく初期に、戦闘帽形式の作業帽が採用された例があったが、陸上自衛隊発足後は略帽はベレー帽、作業帽はアメリカ製野戦帽と同形式のもの（初期は八角帽、後に丸天帽に形状が変わる）に置き換えられた。戦闘用ヘルメットも米軍貸与のM1ヘルメットを経て66式鉄帽へ移行、これらの鉄帽は樹脂製の中帽(ライナー)を着用する前提のものであったため、各隊員が私物で布製の中帽(汗取り帽子)を用意する場合を除いては略帽や作業帽を直接鉄帽の下に被ることは行われなくなった。
海上自衛隊では略帽として戦闘帽形式の帽子が制定されており、航空自衛隊においても作業帽として制定されている。ただし、海上・航空共に、顎紐付きのパトロールキャップや、アポロキャップ型で部隊ごとに独自製造される部隊識別帽(スコードロンキャップ)で代用される事が多くなっている。

#### 警察
警察官の略帽として紺色のものが採用されており、事件捜査の現場映像などで目にする機会が多い。あご紐の両端は旧海軍戦闘帽のように、帽体に縫い付けられている。出動服着用時の階級章を兼ねており、白線の本数や太さによって階級がひと目でわかるようになっている。また、右翼系団体が機動隊のものと同型の出動服を「行動服」ないし「隊服」と称して着用する例もあるため、合わせて警察と同じ略帽を被っていることがある。

#### 消防
総務省消防庁が規定する消防吏員服制基準において、戦闘帽形式の略帽が採用されている。同じく消防団向けの消防団員服制基準においても同様の略帽が採用されている。

#### 鉄道員
JRグループでは、国鉄時代より整備士・機関士向けの作業帽として戦闘帽に類似した形状の帽子が用いられている。民営化後もJR貨物の機関士は従来通り同じ形式の帽子を着用している。

#### 船員
漁船や商船の乗組員の中には、船内帽(船員帽)として錨マークのついた旧日本海軍仕様の戦闘帽を着用する者が一定数見られ、港湾周辺に立地する船員向けの衣料品店などでも販売されている。こうした船員向け商品はストライプ2本の士官仕様のレプリカが多い。近年の映像作品では、スタジオジブリのアニメーション「崖の上のポニョ」において、商船船長である主人公の父親やその部下の船員達が白色でストライプの無い兵仕様の戦闘帽を「船員の帽子」として着用している姿を見ることができる。

#### 戦後の戦闘帽

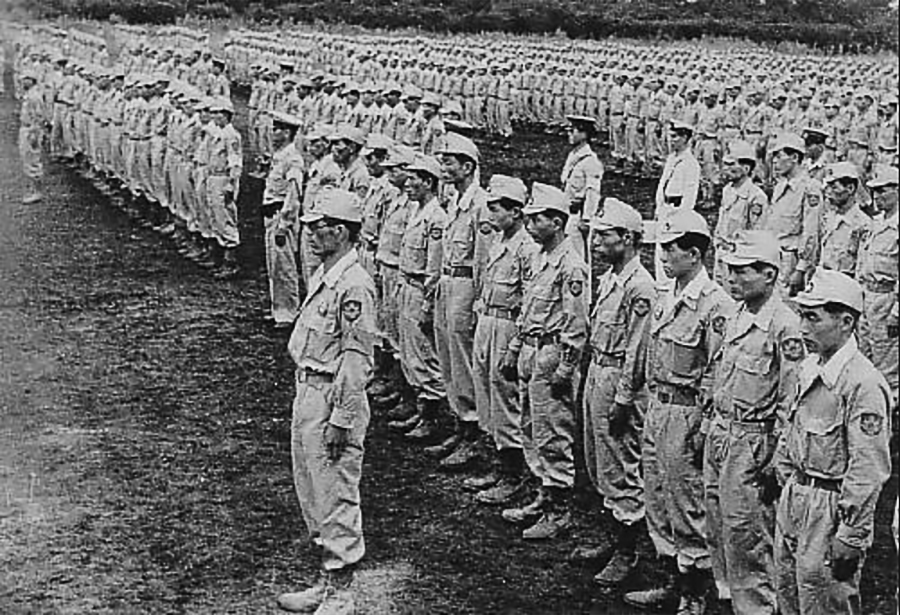
1950年、旧軍型の戦闘帽を着用し、初の朝礼に臨む警察予備隊
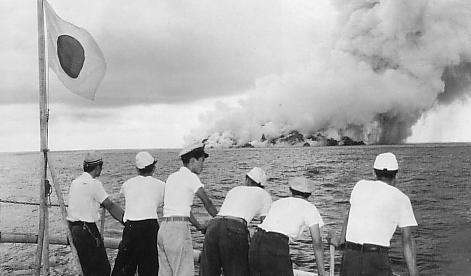
1952年、噴煙を上げる明神礁を見つめる日本船舶の船員。船員帽として海軍型の戦闘帽を着用しているのが分かる。
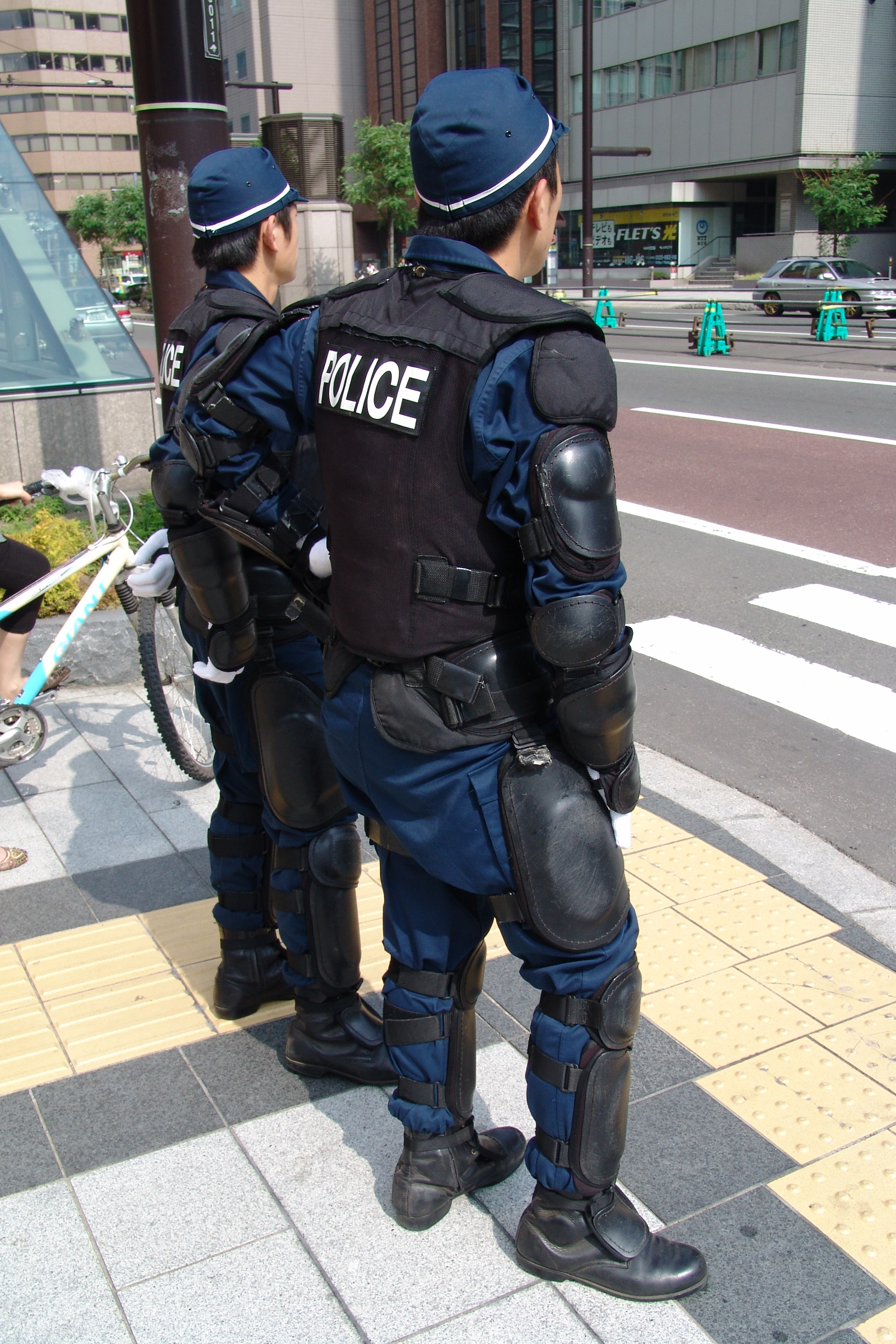
2008年、G8サミット警護の為に戦闘帽型の略帽を被り警備に当たる機動隊員